# Borovice ohebná

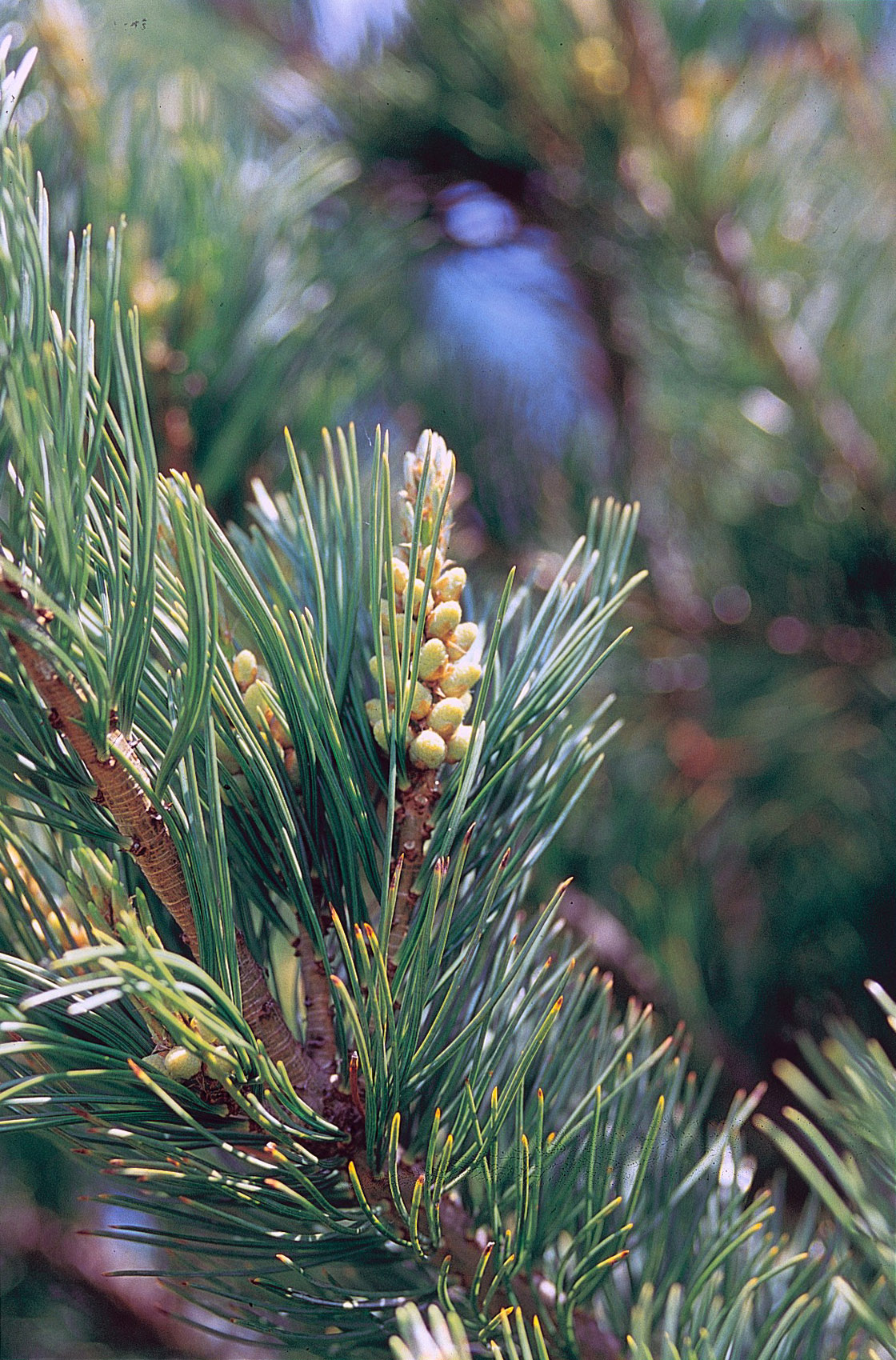
Borovice ohebná

Borovice ohebná (Pinus flexilis) je severoamerický druh horské pětijehličné borovice, svými ekologickými nároky se podobá borovici limbě. Je charakteristická tenkými a velmi ohebnými větvemi.

## Synonyma
- Pinus reflexa Engelmann, 1882
- Pinus strobiformis Sudworth non Engelmann
- Limber Pine
- Rocky Mountain White Pine
- Californian Cembra Pine

## Vzhled
Strom, 20 až 25 m, (v ČR max. 15 m), průměr kmene obvykle do 80 cm, zřídka do 150 cm. Koruna v mládí úzce kuželovitá, později vejčitá. Kůra v mládí hladká, šedozelená, později šupinatá, pak brázditá borka. větve tenké, nápadně ohebné – odtud zřejmě její název. Letorosty žlutozelené, jemně chlupaté, později tmavší a lysé. Pupeny široce vejčité, 1 cm dlouhé a zasmolené. Jehlice po 5 ve svazečku, 4–7 cm dlouhé, štětkovitě nahloučené na konci, tmavě zelené, málo zřetelné proužky průduchů. Šišky po 3–4 v přeslenu, podlouhlé, proměnlivé velikosti (7–15 cm), otevřené 4–6 cm široké. Jejich šupiny jsou silně dřevnaté a tlusté, zasmolené s lesklým žlutavým štítkem, pupek slabě vyklenutý ven. Spodní tři řady šupin reflexně ohnuté. Semena 5–10 mm s úzkým křídlatým lemem jsou jedlá.

## Výskyt
Ve Skalistých horách od Texasu a Arizony až do Kanady (ve státech B.C. a Alberta), na západě zasahuje až do Sierra Nevada.
V ČR občas v parkových výsadbách.

## Ekologie
Roste na vlhčích skalních srázech v horách od 1000 m n. m. a vystupuje až do 3.500 m. Roste velmi pomalu, zvláště vysokohorské provenience. Evropské klima snáší velmi dobře, vyžaduje lehkou propustnou hlinitopísčitou půdu, avšak trpí rzí vejmutovkovou.

## Využití
V ČR je pěstována jako okrasná parková dřevina. V USA je okrajově využívána jako základní konstrukce domů, trámy v dolech nebo jako železniční pražce.

## Taxonomická zajímavost
Existuje reálný předpoklad, že tato borovice při své evoluci sestupovala směrem na jih, kde se separovaly její příbuzné druhy, nejprve borovice vejmutovkovitá (Pinus strobiformis) (dříve pojmenovaná Pinus flexilis var. reflexa, popř. Pinus brachyptera) a více na jihu borovice mexická (Pinus ayacahuite). Na styku svých areálů se tyto druhy kříží a vytvářejí hybridní populace.